# Apalonia mimopaca
Apalonia mimopaca (лат.) — вид жуков-стафилинид рода Apalonia из подсемейства Aleocharinae. Мирмекофилы.  Французская Гвиана.

## Описание
Мелкие коротконадкрылые жуки. Длина тела 4,8 мм. Тело чёрно-коричневое, с коричневым брюшком и задними краями тергитов и красноватым пигидием; коричневые усики с красновато-желтыми тремя базальными антенномерами и основанием третьего; ноги красновато-жёлтые. Брюшко блестящее. Глаза сверху длиннее постокулярной области. Второй антенномер короче первого, третий длиннее второго, восьмой-десятый поперечные. Сильная сетчатость передней части. Пунктуация головы не видна. Зернистости переднеспинки и надкрылий не видно. Голова с большим вдавлением диска, переднеспинка со слабой срединной бороздой. Мирмекофильный вид.  Формула лапок 4-5-5. Голова с отчетливой шеей. Максиллярные щупики состоят из 4 члеников, а лабиальные щупики из 3 сегментов.
Вид был впервые описан в 2015 году итальянским энтомологом Роберто Пейсом (Roberto Pace; 1935—2017) по материалам из Южной Америки (Французская Гвиана).